# FIFA 97
FIFA 97 (también conocido como FIFA Soccer 97) es un videojuego desarrollado por EA Canada y publicado por Electronic Arts en torno al juego de fútbol (soccer). Fue lanzado para PC el 24 de junio de 1996, y para PlayStation, SNES, Mega Drive y Sega Saturn.
FIFA 97 fue el cuarto juego de la serie FIFA y el segundo en utilizar el motor Estadio Virtual. A diferencia del primer juego en utilizar el motor, en FIFA 97 las características de los jugadores son poligonales en lugar de los 2D utilizados en FIFA Soccer 96. Sin embargo, el motor recibió quejas por ser lento en las versiones de PC y PlayStation.
David Ginola (jugaba en el Newcastle United) apareció en la portada del juego en el mercado europeo. También se utilizó en la captura de movimiento para los modelos poligonales en el juego. Bebeto (delantero brasileño) apareció en la portada de la versión de América y Asia.

## Ligas
Para esta edición, las ligas serán las mismas que salieron en FIFA 96. En algunos casos, como Brasil, no estaban disponibles todos los equipos de esa temporada, mientras que en otros como Estados Unidos no se escogió la Major League Soccer, liga profesional del país. En su lugar, se eligió la A-League, un campeonato semiprofesional con equipos de EE. UU. y Canadá.
- 1. Bundesliga
- Serie A
- Premier League de Escocia
- Primera División de España
- A-League
- Ligue 1
- Premier League
- Serie A
- M-League
- Eredivisie
- Allsvenskan

## Selecciones nacionales
Para esta edición, se incluyen por primera vez a las selecciones de Afganistán, Eslovenia, Lituania, Malasia, Trinidad y Tobago, y Túnez. 

### Europa (UEFA)
Alemania
 Austria
 Bélgica
 Bulgaria
 Croacia
 Dinamarca
 Escocia
 Eslovenia (Nueva)
 España
 Finlandia
 Francia
 Gales
 Grecia
 Hungría
 Inglaterra
 Irlanda del Norte
 Irlanda
 Islandia
 Israel
 Italia
 Lituania (Nueva)
 Luxemburgo
 Noruega
 Países Bajos
 Polonia
 Portugal
 República Checa
 Rumanía
 Rusia
 Suecia
 Suiza
 Turquía
 Ucrania

### America (CONMEBOL & CONCACAF)
Argentina
 Bolivia
 Brasil
 Chile
 Colombia
 Ecuador
 Paraguay
 Perú
 Uruguay
 Venezuela
 Canadá
 Costa Rica
 Estados Unidos
 México
 Trinidad y Tobago (Nueva)

### África (CAF)
Argelia
 Camerún
 Costa de Marfil
 Egipto
 Ghana
 Marruecos
 Nigeria
 Sudáfrica
 Túnez (Nueva)
 Zambia

### Asia & Oceanía (AFC & OFC)
Afganistán (Nueva)
 Arabia Saudita
 Australia
 China
 Corea del Norte
 Corea del Sur
 Emiratos Árabes Unidos
 Hong Kong
 Japón
 Malasia (Nueva)
 Nueva Zelanda
 Singapur

## Banda sonora
FIFA 97 cuenta con 10 canciones que fueron hechas por EA Sports.
| Predecesor: FIFA 96 | FIFA Fútbol IV Entrega | Sucesor: FIFA: Road to World Cup 98 |

- Datos: Q427337